# Cristino Castro
Cristino Castro es un municipio brasileño del estado del Piauí. Se localiza a una latitud 08º49'04" sur y a una longitud 44º13'27" oeste, estando a una altitud de 239 metros. Su población estimada en 2004 era de 10.956 habitantes. El que más llama la atención es la existencia de los famosos "pozos jorrantes", de donde sale naturalmente agua mineral de la mejor calidad y ya morna para el baño.

## Historia
El primer prefecto de Cristino Castro fue Alcino de Carvalho Guerra, en el período de 1955/1958.